# Тярлево
Тя́рлево — посёлок в России, внутригородское муниципальное образование в составе Пушкинского района города федерального значения Санкт-Петербурга. Расположен на берегах Тярлевского ручья и реки Славянки, на юге примыкает к Павловскому парку. До 1998 года имел статус посёлка городского типа.

## Название
Существует версия, что топоним Тярлево имеет германо-скандинавское происхождение и восходит к шведскому tialdra или tjallra — одному из обозначений межевого камня.

## История
В 1797 году финская деревня Тярлево (фин. Tärölä) лютеранского прихода Венйоки была приписана ко вновь образованному Павловскому Селу.
После постройки Царскосельской железной дороги — дачная местность, состоявшая из деревень Тярлево, Глазово и Нововесь. Деревня Глазово ещё в 1817 году была перепланирована по проекту архитектора К. И. Росси: создана кольцевая улица, вырыты пруды.
С 1882 по 1941 год существовал остановочный пункт (платформа) Тярлево на ныне разобранном перегоне Царское Село — Павловск I (на пресечении Большой улицы и Фильтровского шоссе).
Тярлево можно считать родиной российской легкой атлетики: в 1888 году отдыхавшая здесь молодёжь впервые в России провела соревнования по бегу. Позднее в Тярлеве летом регулярно устраивались легкоатлетические соревнования по всё более расширявшейся программе.
С 1918 по 1920 год существовала Тярлевская волость Детскосельского уезда, выделившаяся из Фёдоровской волости, территория которой затем вошла в состав Слуцкой волости.
Указом Президиума Верховного Совета РСФСР от 25 июля 1953 года был упразднён Павловский район, и Тярлево было передано в подчинение Пушкинскому райсовету Ленинграда. Решением Ленинградского горисполкома от 2 апреля 1959 года Тярлево было отнесено к категории рабочих посёлков. При этом в черту Тярлево был включён посёлок Глазово.
В 1930-х годах на Московском шоссе был образован посёлок Московское Шоссе. Тогда он включил в себя деревню Липицы (существовала с XVIII века). В 1965 году посёлок Московское Шоссе вошел в состав Тярлева.
C вступлением в силу закона Санкт-Петербурга № 186-59 от 25 декабря 1996 года «Об административно-территориальном устройстве Санкт-Петербурга» Тярлево стало считаться внутригородской территорией Петербурга, наделённой статусом муниципального образования.

## Инфраструктура
Детская-юношеская спортивная школа олимпийского резерва по тяжелой атлетике, профессиональное училище, ГИБДД Пушкинского района, ресторан «Подворье», предприятие «Водоканал» Пушкинского района, сельскохозяйственное племенное предприятие «Невское», НИИ электрификации и механизации сельского хозяйства Нечернозёмной зоны России, НИИ генетики разведения сельскохозяйственных животных, хлебозавод «Мариенталь».

## Границы муниципального образования
Граница посёлка проходит от пересечения западной стороны полосы отвода Витебского направления Октябрьской железной дороги с железнодорожным переездом в створе Парковой улицы (Павловск-2) по западной стороне полосы отвода Витебского направления железной дороги до пересечения с продолжением южной границы садоводства «Сад № 1 ВИР», далее, пересекая железнодорожные пути по южной границе садоводства «Сад № 1 ВИР», до Удаловской улицы, далее по западной и южной границе территории Всероссийского научно-исследовательского института растениеводства им. Н. И. Вавилова и по южной границе сельскохозяйственного предприятия «Детскосельское» до пересечения с рекой Славянкой, далее на юг по оси реки Славянки до пересечения с западной границей Павловского государственного музея-заповедника, далее на юг по западной границе Павловского государственного музея-заповедника до Садовой улицы, далее на юго-запад и запад по оси Садовой улицы вдоль границы Павловского государственного музея-заповедника до пересечения с осью проезда от Садовой улицы до железнодорожного переезда в створе Парковой улицы (Павловск-2), далее по оси указанного проезда через железнодорожный переезд до западной стороны полосы отвода Витебского направления железной дороги.
К Тярлеву относится бывший посёлок Московское Шоссе на автодороге из Пушкина в Ям-Ижору. Застроен индивидуальными жилыми домами.

## Население
| 1862  | 2002  | 2010  | 2012  | 2013  | 2014  | 2015  |
| ----- | ----- | ----- | ----- | ----- | ----- | ----- |
| 126   | ↗1556 | ↗1854 | ↗1960 | ↘1870 | ↘1798 | ↘1565 |
| 2016  | 2017  | 2018  | 2019  | 2020  | 2021  | 2023  |
| ↘1362 | ↘1342 | ↗1352 | ↘1340 | ↘1330 | ↗1692 | ↗1703 |
| 2025  |       |       |       |       |       |       |
| ↗1765 |       |       |       |       |       |       |

## Русская православная церковь
- Церковь Преображения Господня
- Поклонный крест рядом с местом дома преподобного Серафима Вырицкого (улица Большая у моста через Тярлевский ручей)

## Достопримечательности
- Павильон «Ферма» (Архитекторы: Воронихин А. Н., Росси К. И. Год постройки: 1802—1805, 1834. Стиль: Псевдоготика. Адрес: Нововестинская ул., 18)
- Царскосельская очистная станция (дом для служащих) (Архитекторы: Данини С. А., Мединский Н. В., Грибоедов К. Д. Год постройки: 1903—1908. Адрес: Фильтровское шоссе, 7, лит. Б)
- Царскосельская очистная станция. Канцелярия (Архитекторы: Данини С. А., Мединский Н. В., Грибоедов К. Д. Год постройки: 1903—1908. Адрес: Фильтровское шоссе, 3, лит. Б)
- Институт агроинженерных и экологических проблем (ИАЭП). В сквере перед зданием — мемориальный комплекс в виде небольшого бассейна, на каменной стенке которого выбита надпись: «В. П. Горячкину и М. Н. Летошневу — основоположникам и выдающимся деятелям науки о сельскохозяйственных машинах — 1980»; по краям бассейна установлены памятники этим учёным в виде высеченных из гранита бюстов на каменных постаментах. Адрес: Фильтровское шоссе, 3, лит. А.
- Дом С. Э. Гутцайта (Архитекторы: Курзаков М., Князев И. Н. Адрес: Круговая ул., 25). Построен на основе одноэтажного жилого дома 1965 года постройки в 1980-е — 1990-е годы. Здесь в 1994 году были сняты эпизоды фильма «Русский транзит».
- Ресторан «Подворье» (Архитекторы:	Князев И. Н., Князев Н. В. Год постройки: 1993, 2012. Стиль: Ретроспективизм. Адрес: Фильтровское шоссе, 16)
- Мосты через безымянный приток Тярлевского ручья у домов 47 и 67 по Московскому шоссе в Тярлеве (Архитектор: Базен П. П. Год постройки: 1828).
- Тярлевский водовод (1824) от каскадных прудов Екатерининского и Отдельного парков в Павловский парк, пересекающий в пределах посёлка Тярлевский ручей.
- Тярлевская просека Павловского парка от современной границы посёлка к центру парка.

## Фото

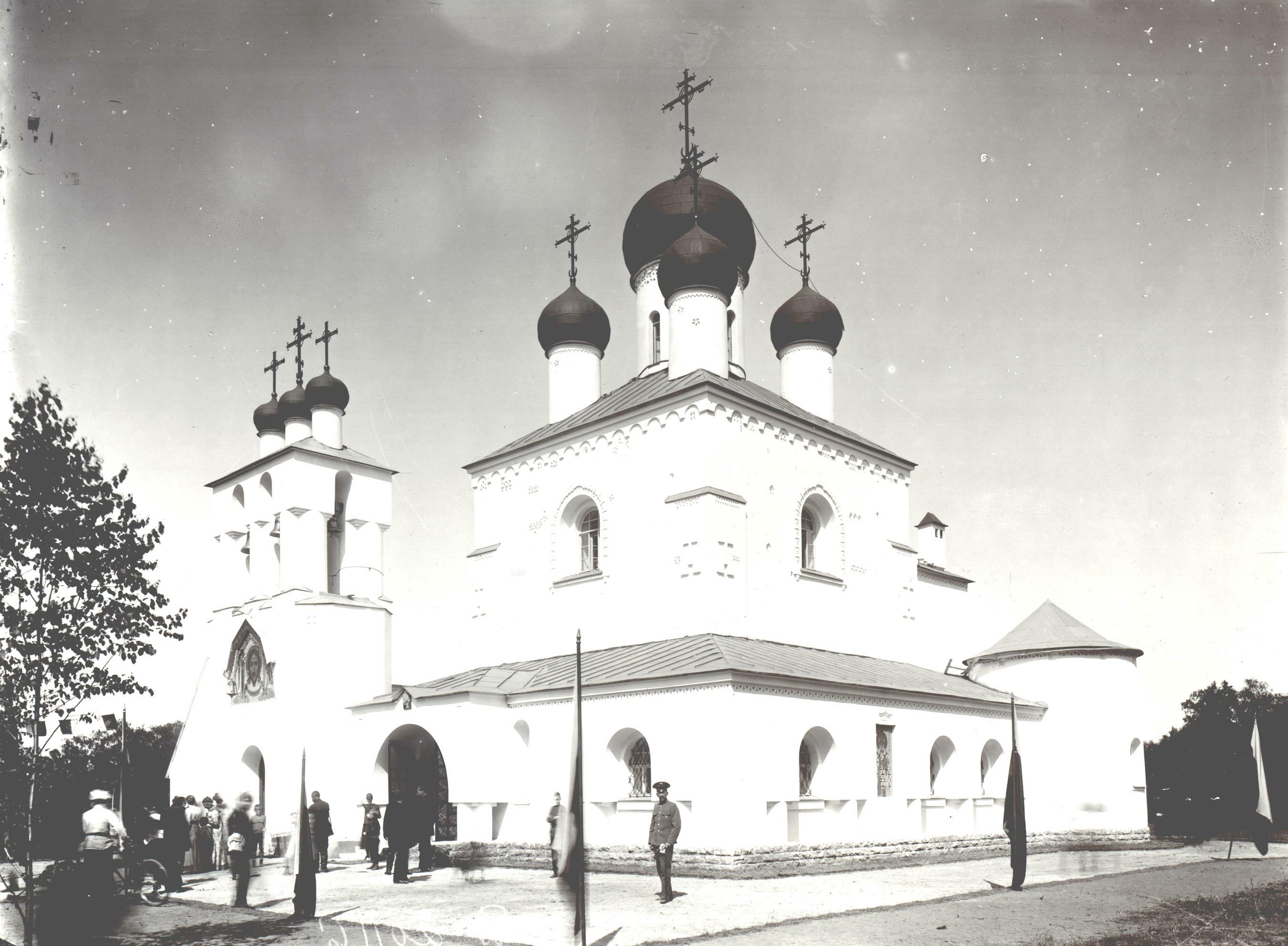
Церковь Преображения Господня. 1914 год
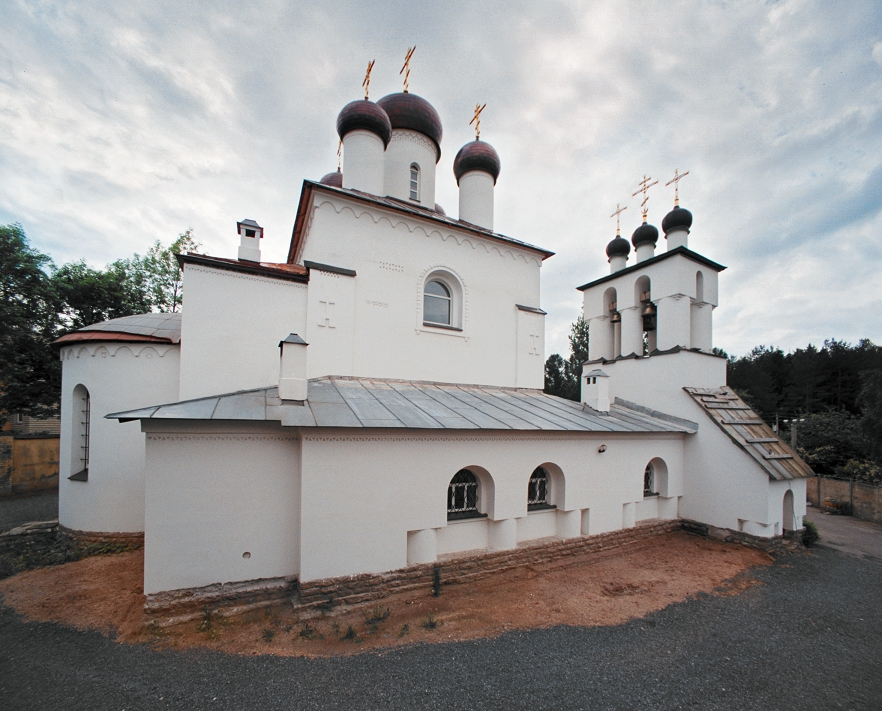
Церковь Преображения Господня. 2009 год
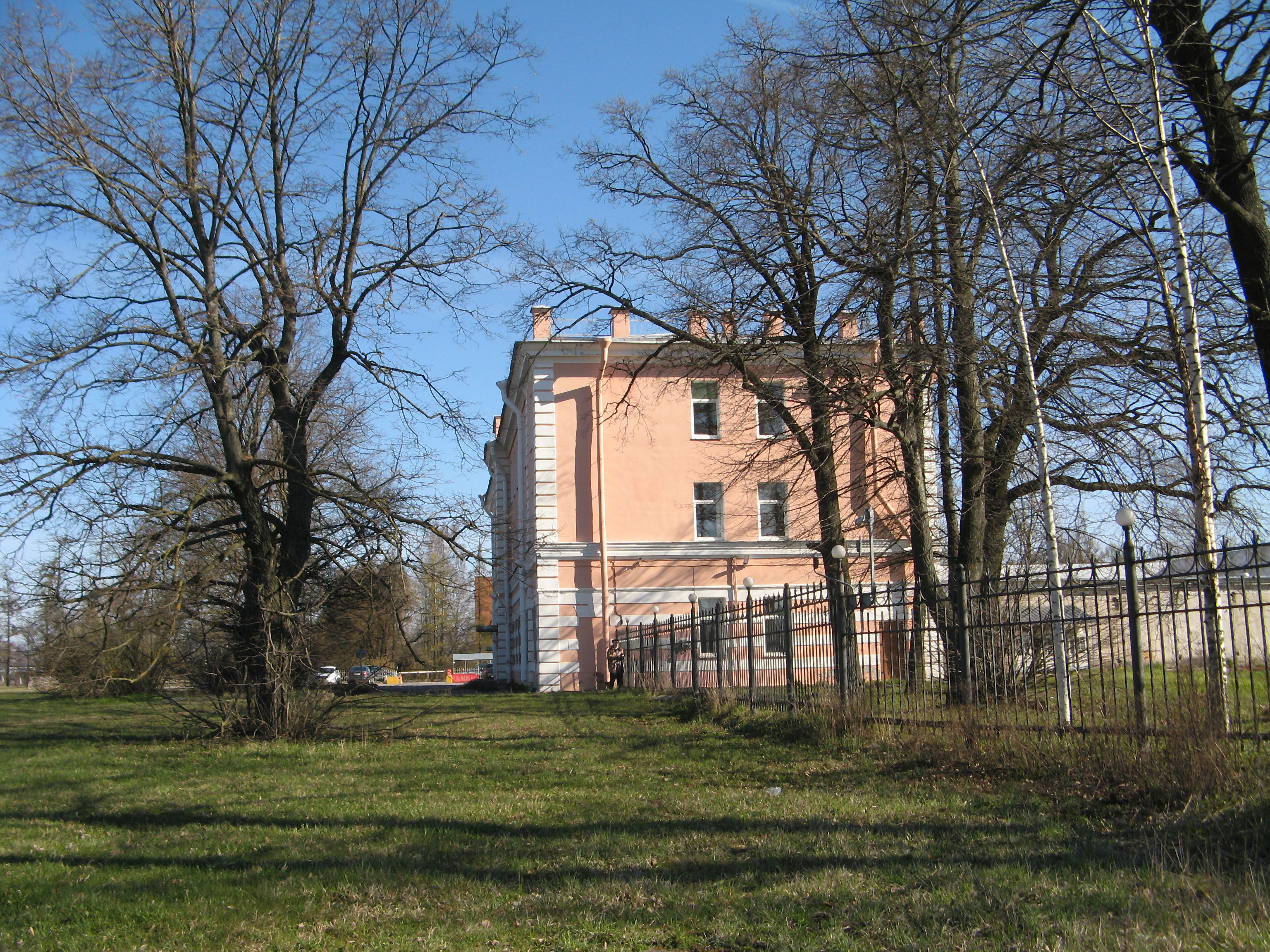
Фильтровское шоссе, дом № 7Б. 2020 год
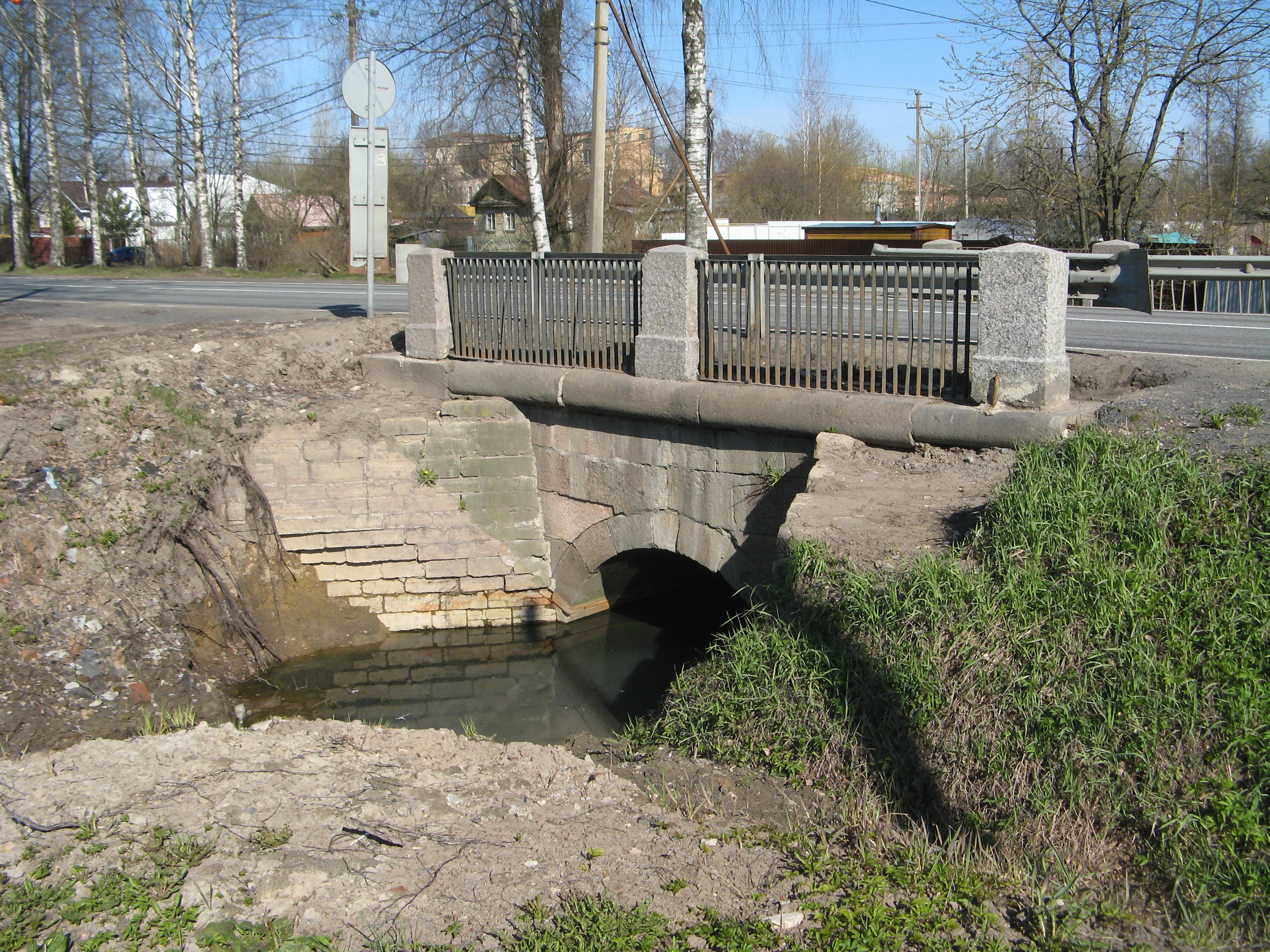
Московское шоссе, мост у дома № 47. 2020 год

## Известные жители
- Серафим Вырицкий — иеросхимонах Русской православной церкви, широко почитаемый в православной среде как старец и прозорливец.
- Форш, Ольга Дмитриевна (1873—1961) — русская советская писательница. Жила и умерла в Тярлеве.
- Пакки, Николай Иванович (1930) — ингерманландский художник, родился в Тярлеве[24].
- Налимова, Татьяна Борисовна (1915—1995) — советская теннисистка, 21-кратная чемпионка СССР, начала играть в теннис в 12-летнем возрасте на кортах Тярлева, где её родители снимали дачу.

## Улицы
Безымянный переулок, Берёзовая, Большая, Водопроводная, Железнодорожная, Колхозная, Круговая, Луговая, Московская, Московское шоссе, Музыкальная, Новая, Нововестинская, Парковая, Песочная, Полевая, Речная, Садовая, Совхозная, Спортивная, Труда, Тярлевская, Тярлевский переулок, Угловая, Удаловская, Фильтровское шоссе, Фруктовая, Школьная.